# Maria Romanowska (1941–2007)
Maria Romanowska z domu Włodarczyk (ur. 9 października 1941, zm. 12 czerwca 2007) – polska działaczka opozycji antykomunistycznej, organizatorka kolportażu i podziemnych wydawnictw.

## Życiorys
Przed wprowadzeniem stanu wojennego pracowała w Głównym Urzędzie Telekomunikacji Międzymiastowej w Warszawie. Internowana w 1981 w areszcie śledczym w Warszawie, skąd została przewieziona do ośrodka internowania w Gołdapi. Po zwolnieniu, prowadziła kiosk osiedlowy za Żelazną Bramą, gdzie kolportowała między innymi wydawany w podziemiu „Tygodnik Mazowsze”. Aresztowana w listopadzie 1985 za kolportaż i rozprowadzanie wydawnictw niezależnych osadzona została w areszcie w Elblągu, skąd po tygodniu przewieziono ją do aresztu w Gdańsku na ul. Kurkową, gdzie prowadziła długotrwałe głodówki. Z aresztu zwolniona została po siedmiu miesiącach, w maju 1986.
Prowadziła działalność w siatce informacyjnej dla „Tygodnika Mazowsze” i Biura Kontaktów Międzyregionalnych NSZZ „Solidarność” początkowo jako łączniczka z regionem warszawskim, a następnie z regionem gdańskim. Organizowała transport i kolportowała bibułę do Gdańska, Elbląga, Radomia, Zakopanego, a także Krakowa, Szczecina, Gorzowa Wielkopolskiego i Stalowej Woli. W późniejszym okresie zainicjowała sformowanie grup kolporterów, których pracę koordynowała.